# Vorsti (Väike-Maarja)
Vorsti – wieś w Estonii, w prowincji Virumaa Zachodnia, w gminie Väike-Maarja.